# 喬懋敬
喬懋敬（1535年—？），字允德，號纯所，直隸松江府上海縣人，軍籍，明朝政治人物。

## 生平
嘉靖四十三年（1564年）甲子科應天府鄉試第九十名舉人。嘉靖四十四年（1565年）聯捷乙丑科會試第七十名，二甲第七十四名進士。。刑部观政，隆慶元年（1567年）六月授刑部浙江司主事，八月差漕运理刑，二年十月升员外，四年八月升福建佥事，万历元年（1573年）四月升参议，四年十月升副使，七年六月升江西左参政，九年七月改湖广，十一年正月升湖广按察使，九月升广西右布政使，十四年正月考察致仕。萬曆九年（1582年）喬懋敬刻王世懋批點《世說新語》三卷。著有《古今廉鉴》八卷，清初被收入《四库全书》史部。

## 家族
曾祖喬嶽；祖父喬䆅，安陸州判官；父喬訓，縣丞。嫡母顧氏；生母胡氏，封太宜人。叔喬誥，嘉靖癸卯舉人、卫辉府同知。兄维翰、如京，俱监生；從弟喬如陵（1536年-1589年），如阜、懋功、元囗（举人）、懋績。
有子喬一琦。